# Редвуд Фолс (Минесота)
Редвуд Фолс (енгл. Redwood Falls) град је у америчкој савезној држави Минесота.

## Демографија
По попису из 2010. године број становника је 5.254, што је 205 (-3,8%) становника мање него 2000. године.
| Група             | 2000.         | 2010.         |
| Белци             | 5.051 (92,5%) | 4.522 (86,1%) |
| Афроамериканци    | 12 (0,2%)     | 34 (0,6%)     |
| Азијати           | 26 (0,5%)     | 36 (0,7%)     |
| Хиспаноамериканци | 105 (1,9%)    | 173 (3,3%)    |
| Укупно            | 5.459         | 5.254         |